# Maria Polverino
Maria Polverino (Napoli, 8 agosto 1992) è una modella italiana, incoronata Miss Universo Italia 2017 il 29 ottobre 2017.

## Partecipazione allo spettacolo

### Miss Italia 2011
Polverino ha gareggiato come Miss Wella Professionals Campania, divenendo una delle 60 finaliste di Miss Italia 2011, svoltosi il 19 settembre 2011 a Montecatini Terme, dove si è classificata tra le prime 20 semifinaliste.

### Miss Universo Italia 2017
Il 29 ottobre 2017, Polverino è stata incoronata Miss Universo Italia 2017, ottenendo così il diritto di partecipare a Miss Universo 2017. Al concorso, Maria ha rappresentato la Campania, così come la vincitrice dell'anno precedente, Sophia Sergio, anche lei napoletana.

### Miss Universo 2017
Maria ha partecipato come rappresentante ufficiale del suo paese al concorso di Miss Universo 2017 svoltosi a Las Vegas, Stati Uniti il 26 novembre 2017.